# Angerville-la-Campagne
Angerville-la-Campagne là một xã thuộc tỉnh Eure trong vùng Normandie miền bắc nước Pháp.